# Дева (зодия)
Вижте пояснителната страница за други значения на Дева.
Дева (на латински: Virgo) е шестият знак от дванадесетте знаци в астрологията, свързан със съзвездието Дева. Девите са перфекционисти. Обичат реда и чистотата.
Символът на девойката се основава на Астрея. Според гръцката митология тя била последната безсмъртна, изоставила Земята в края на сребърната епоха, когато боговете избягали на Олимп – оттук и връзката на знака със Земята.